# Jan Hauser
Jan Hauser (Glarona, 19 gennaio 1985) è un giocatore di curling svizzero.

## Biografia
Partecipò all'età di 25 anni ai XXI Giochi olimpici invernali edizione disputata a Vancouver nella Columbia Britannica, (Canada) nel febbraio del 2010, riuscendo ad ottenere la medaglia di bronzo nella squadra svizzera con i connazionali Ralph Stöckli, Markus Eggler, Simon Strübin e Toni Müller.
Nell'edizione la nazionale norvegese ottenne la medaglia d'argento, la canadese quella d'oro.